# Puula
Puula – jezioro w systemie rzeki Kymijoki w gminach Hirvensalmi, Kangasniemi, Mikkeli i Joutsa, 13. pod względem powierzchni jezioro kraju. Woda w jeziorze jest najwyższej klasy czystości.

## Fauna
Jezioro obfituje w liczne gatunki ryb; występuje tu m.in. szczupak, okoń, troć, łosoś, leszcz, jazgarz, płoć, pstrąg. Występująca licznie sielawa została zaatakowana przez nicienia Philonema sibirica, nieszkodliwego dla ludzi i łatwo usuwalnego podczas czyszczenia. Rocznie łowi się w jeziorze od 20 do 120 t sielawy. W latach 60. prawie zanikła populacja sandacza, jednak dzięki zarybianiu od końca lat 80. populacja tej ryby znacząco wzrosła.